# 京哈旅客専用線
京哈旅客専用線（けいはりょかくせんようせん、中文表記: 京哈客运专线、英文表記: Beijing–Harbin Passenger Dedicated Line）は、中華人民共和国の北京市と黒竜江省ハルビン市を結ぶ高速鉄道路線。京哈高速鉄道（京哈高速铁路、京哈高铁）の名称がよく使われる。

## 概要
中華人民共和国の「四縦四横」高速鉄道ネットワーク計画のうちの1本の縦路線であり、京哈線と並行するほか、支線として瀋陽市 - 大連市間と盤錦市 - 営口市間の路線も含まれる。全長は約 1700 kmである。以下の路線から構成される。詳細は下記を参照されたい。
- 京瀋旅客専用線（北京駅 - 瀋陽駅）
- 哈大旅客専用線（ハルビン駅 - 大連駅）
- 盤営旅客専用線（盤錦北駅 - 海城西駅）